# 인디펜던스 나이트
인디펜던스 나이트(Detective Knight: Independence)는 미국에서 제작된 에드워드 드레이크 감독의 2023년 범죄, 액션 영화이다. 브루스 윌리스 등이 출연하였다.

## 출연
- 브루스 윌리스
- 잭 킬머
- 윌로 실즈
- 로클린 먼로
- 티모시 V. 머피
- 지미 장루이
- 디나 마이어

## 제작진
- 제작: 로버트 딘
- 제작: 코리 라지